# همه‌پرسی استقلال و دموکراسی لتونی ۱۹۹۱

## پیش زمینه
همه‌پرسی استقلال در  جمهوری شوروی سوسیالیستی لتونی در 3 مارس 1991،  همزمان با همه‌پرسی مشابهی در  جمهوری سوسیالیستی استونی در همان روز برگزار شد. معروف به "نظرسنجی مردمی درباره استقلال جمهوری لتونی"، از رای دهندگان پرسیده شد که "آیا طرفدار جمهوری دموکراتیک و مستقل لتونی" هستید".  74.9 درصد رای دهندگان آنرا تأیید کردند. میزان مشارکت در این همه‌پرسی  87.6 درصد بود.  نکته قابل توجه این است که غیرنظامیان جمهوری لتونی که در واحدهای ارتش شوروی ثبت نام کرده بودند نیز در این نظرسنجی حق رای داشتند. 
| انتخاب                            | انتخاب                 | آراء      | ٪      |
| --------------------------------- | ---------------------- | --------- | ------ |
| موافق                             | موافق                  | ۱٬۲۲۷٬۵۶۲ | ۷۴٫۹۰  |
| مخالف                             | مخالف                  | ۴۱۱٬۳۷۴   | ۲۵٫۱۰  |
| کل                                | کل                     | ۱٬۶۳۸٬۹۳۶ | ۱۰۰٫۰۰ |
|                                   |                        |           |        |
| آراء معتبر                        | آراء معتبر             | ۱٬۶۳۸٬۹۳۶ | ۹۸٫۳۷  |
| آراء نامعتبر/سفید                 | آراء نامعتبر/سفید      | ۲۷٬۱۹۲    | ۱٫۶۳   |
| کل آراء                           | کل آراء                | ۱٬۶۶۶٬۱۲۸ | ۱۰۰٫۰۰ |
| رأی‌دهندگان ثبت‌نام کرده            | رأی‌دهندگان ثبت‌نام کرده | ۱٬۹۰۲٬۸۰۲ | ۸۷٫۵۶  |
| منبع: Central Election Commission |                        |           |        |